# Куть-Ях
Куть-Ях — посёлок в Нефтеюганском районе, Ханты-Мансийского АО. Образует Сельское поселение Куть-Ях. Расстояние до административного центра г. Нефтеюганска — 136 км.

## История
Сельское поселение Куть-Ях в переводе с хантыйского языка означает «гнилое озеро».
Появление сельского поселения Куть-Ях связано со строительством станции и прокладыванием железнодорожной магистрали «Тюмень-Новый Уренгой».
В 1972 году на место будущего поселка Куть-Ях прибыл строительно-монтажный поезд № 198: началось прокладывание железнодорожной магистрали.
Первопроходцы рубили лес, подвозили и разгружали песок, кирпич, бетон, рельсы, тянули железнодорожное полотно со стороны Салыма. В течение нескольких месяцев были заложены основы будущей станции: проложены 1-й и 3-й пути, тупики, стрелочные переводы.
Строительство станции Куть-Ях началось в мае 1975 года и напрямую связано с появлением на железнодорожной карте России города Сургута. Тогда в этих местах появились первые постоянные поселенцы и поселок начал отсчитывать свою историю.
В 1976 году началось строительство двух поселков: первый – железнодорожников и второй – лесников.
На протяжении 1975 года рассматривался вопрос об открытии леспромхоза, который бы снабжал древесиной строительные организации юга Тюменской области. В марте 1976 года был издан приказ об открытии Ново-Московского лесопункта, в дальнейшем он был переименован в Лиственный леспромхоз. 9 мая 1980 года состав с оборудованием для леспромхоза прибыл на станцию Куть-Ях.
Рабочие начали обживаться на новом месте: строили жилые и хозяйственные помещения. Но привезенного пиломатериала не хватило, встала первоочередная задача – разработка промзоны, где необходимо было строить цех лесопиления. Но первый спиленный лес, так необходимый для продолжения строительства, пришлось класть в настил для техники. Во втором квартале 1977 года цех лесопиления начал выпускать продукцию.

## Население
| 2008  | 2010  | 2012  | 2013  | 2014  | 2015  | 2016  |
| ----- | ----- | ----- | ----- | ----- | ----- | ----- |
| 2061  | ↗2183 | ↘2097 | ↘2060 | ↗2069 | ↗2073 | ↗2091 |
| 2017  | 2018  | 2019  | 2020  | 2021  |       |       |
| ↗2113 | ↘2085 | ↘2029 | ↘2027 | ↗2152 |       |       |

Характеристика населения
По состоянию на 1 января 2008 года:
| № | Состав населения                                            | кол-во жителей (чел.) |
| - | ----------------------------------------------------------- | --------------------- |
| 1 | дошкольного возраста (до семи лет)                          | 207                   |
| 2 | школьники (от семи до семнадцати лет)                       | 261                   |
| 3 | молодежь (до тридцати лет)                                  | 457                   |
| 4 | среднего возраста (от тридцати лет до пенсионного возраста) | 826                   |
| 5 | пенсионного возраста                                        | 310                   |

## Инфраструктура
Амбулатория. Открыта в 2003 году. Терапевтическое, детское отделения, функционируют кабинеты физиотерапии, ЭКГ, стоматологический и процедурный, клиническая лаборатория